# Robert Garnier
Robert Garnier (ur. 1544 w La Ferté-Bernard, zm. 20 września 1590 r. w Le Mans) – francuski poeta.
Opublikował swoją pierwszą pracę jeszcze jako student prawa w Tuluzie, gdzie zdobył nagrodę (1565) Akademii Igrzysk Kwietnych. Był to zbiór utworów lirycznych zatytułowany Amoureuses Plaintes Robert de Garnier (1565). Garnier uchodził za świetnego mówcę. Odgrywał dużą rolę w swojej rodzinnej prowincji, w której to jego poetyckie zasługi były w pełni uznawane i doceniane.
W swoich wczesnych utworach Robert Garnier nawiązywał do twórczości szkoły dramaturgów, której był zwolennikiem. Członkowie tej szkoły wzorowali się na twórczości Seneki. Do jego dzieł nawiązywali także inni twórcy. W 1592 Mary Sidney, hrabina Pembroke napisała The Tragedy of Antonie, która była angielską wersją utworu Garniera.
W 1582 i 1583 wystawił Bradamante i Żydówki (Les Juives). Bradamante to jedyna sztuka poety, w której nie ma chóru. Garnier nawiązuje w tym dziele do wzorców Seneki, biorąc temat z dzieła Ludovica Ariosta. Les Juives to poruszająca opowieść o barbarzyńskiej zemście Nabuchodonozora, króla żydowskiego na Sedecjaszu i jego dzieciach. Oba utwory są utrzymane w tonacji elegijnej.
Gamiera należy uznać za największego francuskiego poetę tragicznego w dobie renesansu i prekursora barokowego teatru XVII wieku. Wywarł on ogromny wpływ na rozwój tragedii elżbietańskiej, zwłaszcza w zakresie sztuk (kronik) historycznych.